# Krigsåret 1806

## Pågående krig
- Indiankrigen (1622-1918)
  - Diverse stater i Amerika på ena sidan
  - Diverse indainstammar på andra sidan

- Napoleonkrigen (1803 - 1815)[1]
  - Frankrike och Spanien på ena sidan
  - Storbritannien, Ryssland, Sverige, Preussen och Sachsen på andra sidan

- Rysk-persiska kriget (1804-1813)
  - Persien på ena sidan
  - Ryssland på andra sidan

- Rysk-turkiska kriget (1806-1812)
  - Ryssland på ena sidan
  - Osmanska riket på andra sidan

## Händelser
- 26 februari - Preussen ingår en allians med Frankrike.
- September - Preussen och Sachsen förklarar krig mot Frankrike.
- 14 oktober - Preussen och Sachsen besegras i slaget vid Jena-Auerstedt.
- 25 oktober - Napoleon I intar Berlin.
- 6 november - Den sista preussiska truppstyrkan , under Blücher, kapitulerar i Lübeck.
- 30 november - Napoleon intar Warszawa.

### Fotnoter
1. ↑  ”World Statesmen”. http://www.worldstatesmen.org/WARS.html. Läst 28 juni 2011.